# Superleague Ellada (2011/2012)
Superleague Ellada (2011/2012) – 76. edycja najwyższej klasy rozgrywkowej piłki nożnej w Grecji. Liga liczyła 16 zespołów. 13 z nich utrzymało się dzięki pozycji zajętej w poprzednim sezonie, a trzy wywalczyły awans z niższej klasy rozgrywkowej. Rozgrywki rozpoczęto pod koniec sierpnia 2011 roku, a zakończono w maju 2012 roku meczami play-off o udział w europejskich pucharach. Tytuł mistrzowski obroniła drużyna Olympiakos SFP, co było ich 39. tytułem w historii.

## Drużyny
Na początku sezonu powstało spore zamieszanie, które drużyny wystąpią w sezonie 2011/2012 Superleague Ellada. Początkowo z ligą po poprzednim sezonie miało pożegnać się aż pięć zespołów. AE Larisa i MGS Panserraikos były najniżej sklasyfikowanymi zespołami poprzedniego sezonu i spadły do Futbol Liuk. Trzecim spadkowiczem został zespół Iraklis Saloniki, który po zakończeniu sezonu nie otrzymał licencji na występy w najwyższej klasie rozgrywkowej ze względu na problemy finansowe i został karnie przesunięty na ostatnie miejsce w tabeli poprzedniego sezonu. Skorzystał na tym Asteras Tripolis, który dzięki temu utrzymał się w lidze.
W ich miejsce awansowały drużyny Panetolikos GFS oraz PAS Janina, a o trzecie miejsce premiowane awansem cztery drużyny (z miejsc od 3. do 6. w Futbol Liuk) miały powalczyć w zaplanowanych na maj 2011 roku barażach. Ostatecznie baraże przesunięto na lipiec ze względu na odwołania jakie złożyły drużyny OFI 1925 oraz AO Trikala, które pierwotnie zostały wykluczone z udziału w barażach z powodu podejrzeń o branie udziału w aferze Koriopolis. Ostatecznie zespół OFI został oczyszczony z zarzutów, zwyciężył w barażach i uzupełnił stawkę 16 drużyn.
Początkowo ligę miały opuścić także zespoły Olympiakos Wolos oraz AO Kawala, które zostały zdegradowane za ustawianie meczów w lidze. Kluby walczyły jednak o pozostanie w lidze i 10 sierpnia 2010 roku komisja odwoławcza Greckiego Związku Piłki Nożnej zdecydowała o przywróceniu tych klubów do ligi, jednak z karą ujemnych punktów na starcie rozgrywek. Olympiakos miał rozpocząć sezon mając -10 punktów na koncie, a Kavala -8 pkt. Tuż przed startem rozgrywek po raz kolejny zmieniono decyzję. Komisja Ministerstwa Sportu ds. Profesjonalnego Futbolu przywróciła pierwotną decyzję o degradacji obu klubów do ligi amatorskiej (czwarty poziom rozgrywkowy). Ostatecznie 15 września 2011 roku ta sama komisja na swoim posiedzeniu odmówiła zapoznania się z dokumentami licencyjnymi złożonymi przez kluby, co oznaczało, że nie ma już szans na przywrócenie zespołów do rozgrywek Superleague Ellada. 22 października 2011 roku, ponad dwa miesiące po starcie rozgrywek, zdecydowano, że do ligi dołączą również zespoły które zajęły miejsca 2. i 3. w rozgrywanych w lipcu barażach o awans - APO Lewadiakos oraz Doksa Drama.
| Uczestnicy poprzedniej edycji                                                                                 | Uczestnicy poprzedniej edycji | Uczestnicy poprzedniej edycji | Uczestnicy poprzedniej edycji |
| --- | ----------------------------- | ----------------------------- | ----------------------------- |
| OLY | Olympiakos SFP                | 1                             |                               |
| PAO | Panathinaikos AO              | 2                             |                               |
| PAS | PAOK FC                       | 3                             |                               |
| AEK | AEK Ateny                     | 4                             |                               |
| ARI | Aris FC                       | 6                             |                               |
| ERG | PAE Ergotelis                 | 8                             |                               |
| XAN | Skoda Ksanti                  | 9                             |                               |
| PNN | Panionios GSS                 | 10                            |                               |
| ATR | PAE Atromitos                 | 11                            |                               |
| KER | AO Kerkira                    | 12                            |                               |
| AST | Asteras Tripolis              | 13                            |                               |
| Awans z Futbol Liuk                                                                                           |                               |                               |                               |
| PNT | Panetolikos                   | 1                             |                               |
| GIA | PAS Janina                    | 2                             |                               |
| OFI | OFI 1925                      | 3                             |                               |
| LEV | APO Lewadiakos                | 4                             |                               |
| DDR | Doksa Dramas                  | 5                             |                               |
| Oznaczenia: - kolumna pierwsza – skróty nazw drużyn, - kolumna trzecia – miejsce zajęte w poprzednim sezonie. |                               |                               |                               |

Po poprzednim sezonie spadły drużyny: Olympiakos Wolos (5.), AO Kawala (7.), AE Larisa (14.), MGS Panserraikos (15.) oraz PAE Iraklis 1908 (16.).

## Tabela
| Lp. | Drużyna            | M  | Z  | R  | P  | Bramki | Bramki | Różn. | Pkt | Uwagi                                        | Bezpośrednio          |
| --- | ------------------ | -- | -- | -- | -- | ------ | ------ | ----- | --- | -------------------------------------------- | --------------------- |
| 1   | Olympiakos SFP (M) | 30 | 23 | 4  | 3  | 68     | 17     | +51   | 73  | Liga Mistrzów UEFA • Faza grupowa            |                       |
| 2   | Panathinaikos AO1  | 30 | 22 | 3  | 5  | 54     | 23     | +31   | 66  | Kwalifikacja do baraży o europejskie puchary |                       |
| 3   | PAE Atromitos      | 30 | 13 | 11 | 6  | 32     | 26     | +6    | 50  | Kwalifikacja do baraży o europejskie puchary | ATR: 4 pt PAOK: 1 pts |
| 4   | PAOK FC            | 30 | 14 | 8  | 8  | 45     | 27     | +18   | 50  | Kwalifikacja do baraży o europejskie puchary | ATR: 4 pt PAOK: 1 pts |
| 5   | AEK Ateny          | 30 | 13 | 9  | 8  | 36     | 30     | +6    | 48  | Kwalifikacja do baraży o europejskie puchary |                       |
| 6   | Asteras Tripolis   | 30 | 13 | 6  | 11 | 30     | 34     | −4    | 45  | Liga Europy UEFA • II runda kwalifikacyjna3  |                       |
| 7   | APO Lewadiakos     | 30 | 11 | 6  | 13 | 33     | 42     | −9    | 39  |                                              |                       |
| 8   | PAS Janina         | 30 | 10 | 8  | 12 | 30     | 35     | −5    | 38  |                                              |                       |
| 9   | Aris FC2           | 30 | 10 | 10 | 10 | 29     | 33     | −4    | 37  | ARIS: 6 pts OFI: 0 pts                       |                       |
| 10  | OFI 1925           | 30 | 10 | 7  | 13 | 27     | 32     | −5    | 37  | ARIS: 6 pts OFI: 0 pts                       |                       |
| 11  | Skoda Ksanti       | 30 | 10 | 6  | 14 | 31     | 35     | −4    | 36  |                                              |                       |
| 12  | Panionios GSS      | 30 | 9  | 6  | 15 | 26     | 34     | −8    | 33  |                                              |                       |
| 13  | AO Kerkira         | 30 | 8  | 8  | 14 | 31     | 44     | −13   | 32  |                                              |                       |
| 14  | PAE Ergotelis (S)  | 30 | 7  | 8  | 15 | 27     | 44     | −17   | 29  | Spadek do Futbol Liuk                        |                       |
| 15  | Panetolikos (S)    | 30 | 7  | 7  | 16 | 23     | 37     | −14   | 28  | Spadek do Futbol Liuk                        |                       |
| 16  | Doksa Dramas (S)   | 30 | 4  | 5  | 21 | 11     | 42     | −31   | 17  | Spadek do Futbol Liuk                        |                       |

## Wyniki spotkań
| Gospodarz \ Gość | AEK | ARI | AST | ATR | DDR | ERG | KER | LEV | OFI | OLY | PAO | PNT | PNN | PAS | GIA | XAN |
| AEK Ateny        |     | 3:0 | 2:0 | 0:0 | 0:0 | 1:0 | 1:0 | 2:1 | 1:1 | 1:1 | 2:0 | 1:0 | 1:0 | 0:2 | 2:1 | 1:1 |
| Aris FC          | 1:0 |     | 0:3 | 0:1 | 2:0 | 1:1 | 1:1 | 2:1 | 1:0 | 2:3 | 3:1 | 0:0 | 4:2 | 1:1 | 1:0 | 0:0 |
| Asteras Tripolis | 1:1 | 1:0 |     | 0:0 | 1:0 | 3:0 | 0:0 | 0:1 | 2:2 | 2:0 | 0:2 | 1:0 | 2:0 | 1:0 | 2:1 | 1:1 |
| PAE Atromitos    | 1:0 | 0:0 | 0:1 |     | 2:0 | 1:0 | 3:1 | 1:1 | 2:0 | 0:2 | 1:1 | 2:1 | 2:1 | 0:0 | 1:0 | 1:0 |
| Doksa Dramas     | 1:1 | 1:3 | 1:0 | 0:1 |     | 1:1 | 0:1 | 0:2 | 0:1 | 0:0 | 0:1 | 2:1 | 0:0 | 0:2 | 1:0 | 0:2 |
| PAE Ergotelis    | 1:1 | 1:1 | 2:0 | 2:2 | 2:1 |     | 1:0 | 0:1 | 0:1 | 2:3 | 0:2 | 0:0 | 1:0 | 2:1 | 2:1 | 1:2 |
| AO Kerkira       | 2:2 | 1:0 | 0:0 | 2:2 | 3:1 | 2:1 |     | 3:2 | 4:1 | 0:4 | 0:2 | 2:3 | 0:3 | 0:4 | 1:2 | 2:0 |
| APO Lewadiakos   | 0:2 | 1:1 | 0:1 | 2:2 | 1:0 | 0:1 | 4:3 |     | 0:2 | 0:4 | 1:0 | 2:0 | 0:0 | 4:3 | 1:1 | 2:0 |
| OFI 1925         | 3:1 | 0:1 | 3:0 | 1:1 | 2:0 | 1:0 | 0:0 | 0:1 |     | 0:2 | 0:1 | 1:0 | 0:1 | 0:2 | 0:2 | 1:0 |
| Olympiakos SFP   | 2:0 | 3:0 | 7:2 | 1:0 | 6:0 | 3:0 | 0:1 | 3:1 | 2:2 |     | 1:1 | 2:0 | 2:0 | 2:1 | 2:0 | 2:1 |
| Panathinaikos AO | 3:2 | 1:0 | 3:1 | 1:0 | 1:0 | 4:0 | 1:0 | 3:0 | 3:1 | 0:3 |     | 4:0 | 3:0 | 0:2 | 3:1 | 3:0 |
| Panetolikos      | 0:2 | 5:1 | 1:0 | 1:1 | 0:2 | 2:0 | 1:1 | 0:2 | 1:0 | 0:1 | 1:1 |     | 0:1 | 1:1 | 2:2 | 2:0 |
| Panionios GSS    | 0:1 | 2:1 | 2:0 | 1:2 | 2:0 | 2:2 | 2:0 | 2:0 | 1:3 | 0:3 | 1:2 | 1:0 |     | 1:2 | 0:0 | 1:1 |
| PAOK FC          | 3:0 | 0:0 | 2:3 | 3:1 | 2:0 | 2:1 | 0:0 | 3:1 | 0:0 | 0:2 | 1:3 | 3:0 | 1:0 |     | 1:2 | 1:0 |
| PAS Janina       | 2:1 | 0:0 | 3:1 | 1:2 | 1:0 | 1:1 | 2:1 | 2:0 | 0:0 | 0:4 | 0:1 | 1:0 | 0:0 | 2:2 |     | 0:2 |
| Skoda Ksanti     | 3:4 | 0:2 | 0:1 | 3:0 | 1:0 | 4:2 | 1:0 | 1:1 | 3:1 | 1:0 | 2:3 | 0:1 | 1:0 | 0:0 | 1:2 |     |

Aktualne na koniec sezonu. Źródło: Super League Greece
Objaśnienia:
1Drużyna gospodarzy jest wymieniona po lewej stronie tabeli.
Kolory: zielony – zwycięstwo gospodarzy, żółty – remis, różowy – zwycięstwo gości.

## Baraże o europejskie puchary
W fazie play-off zakwalifikowane zespoły grają dwukrotnie ze sobą mecz i rewanż, w systemie kołowym. Jednakże nie wszystkie zespoły zaczynają z równym dorobkiem punktowym. Wszystkie zespoły otrzymują na starcie średnią punktów z przewagi którą wywalczyli w rundzie zasadniczej nad ostatnim, piątym zespołem zakwalifikowanym do play-off. Obliczana ona jest w następujący sposób: Liczba zdobytych punktów w sezonie zasadniczym odjąć liczbę punktów najgorszej z zakwalifikowanych drużyn, podzielona przez liczbę zespołów i zaokrąglona do liczby całkowitej. Dzięki temu, Panathinaikos, drugi zespół rundy zasadniczej, rozgrywki play-off rozpoczął z czteropunktową przewagą nad drużyną AEK Ateny.
Obliczenia dla poszczególnych zespołów:
- Panathinaikos – 4 punkty ((66 – 48) / 5 = 3,6 zaokrąglone do 4)
- Atromitos – 0 punktów ((50 – 48) / 5 = 0,4 zaokrąglone do 0)
- PAOK – 0 punktów ((50 – 48) / 5 = 0,4 zaokrąglone do 0)
- AEK Ateny – 0 punktów ((48 – 48) / 5 = 0)

### Tabela baraży
| Lp. | Drużyna          | M | Z | R | P | Bramki | Bramki | Różn. | Pkt | Uwagi                                           |
| --- | ---------------- | - | - | - | - | ------ | ------ | ----- | --- | ----------------------------------------------- |
| 2   | Panathinaikos AO | 6 | 3 | 1 | 2 | 5      | 4      | +1    | 14  | Liga Mistrzów UEFA • III runda kwalifikacyjna   |
| 3   | AEK Ateny        | 6 | 3 | 0 | 3 | 7      | 5      | +2    | 9   | brak licencji na grę w europejskich pucharach   |
| 4   | PAE Atromitos    | 6 | 2 | 2 | 2 | 6      | 6      | 0     | 8   | Liga Europy UEFA • Runda play-off1, 2           |
| 5   | PAOK FC          | 6 | 2 | 1 | 3 | 3      | 6      | −3    | 7   | Liga Europy UEFA • III runda kwalifikacyjna1, 2 |

### Wyniki spotkań barażowych
| Gospodarz \ Gość | AEK | ATR | PAO | PAS |
| AEK Ateny        |     | 3:2 | 2:0 | 2:0 |
| PAE Atromitos    | 1:0 |     | 0:1 | 1:1 |
| Panathinaikos AO | 1:0 | 1:1 |     | 2:0 |
| PAOK FC          | 1:0 | 0:1 | 1:0 |     |

Aktualne na koniec sezonu. Źródło: [potrzebne źródło]
Objaśnienia:
1Drużyna gospodarzy jest wymieniona po lewej stronie tabeli.
Kolory: zielony – zwycięstwo gospodarzy, żółty – remis, różowy – zwycięstwo gości.

## Najlepsi strzelcy
| P. | Zawodnik             | Klub           | Gole |
| -- | -------------------- | -------------- | ---- |
| 1  | Kevin Mirallas       | Olympiacos     | 20   |
| 2  | Kostas Mitroglou     | Atromitos      | 16   |
| 3  | Sebastián Leto       | Panathinaikos  | 15   |
| 4  | Stefanos Atanasiadis | PAOK           | 12   |
| 4  | Rafik Djebbour       | Olympiacos     | 12   |
| 6  | Chumbinho            | OFI/Levadiakos | 10   |
| 6  | Njazi Kuqi           | Panionios      | 10   |
| 6  | Marko Pantelić       | Olympiacos     | 10   |
| 9  | Leonardo             | AEK Ateny      | 9    |
| 9  | Marko Markovski      | Skoda Xanthi   | 9    |